# Vincent Hognon
Vincent Hognon (Nancy, Meurthe y Mosela, Francia; 16 de agosto de 1974) es un entrenador y exfutbolista francés que jugaba de defensa. Actualmente está libre tras dejar el Valenciennes.

## Trayectoria
Comenzó su carrera en las inferiores del Nancy, club de su ciudad natal. Debutó profesionalmente en la Ligue 2 en la temporada 1993-94. Jugó un total de nueve temporadas en el Nancy, tres de estas en la Ligue 1, hasta el año 2002, cuando fichó por el Saint-Étienne. En su segunda temporada logró el ascenso a la primera división. Su último club como jugador fue el Niza, donde se retiró en 2009.
Luego de su retiro comenzó su carrera como entrenador. Debutó a nivel profesional en 2017 de la mano del AS Nancy, al que dirigió durante media temporada, hasta que fue despedido en enero de 2018.
Posteriormente, se incorporó al FC Metz, donde trabajó como asistente de Frédéric Antonetti, hasta que en 2019 fue promocionado a primer entrenador. Desarrolló dichas funciones durante algo más de un año, logrando la permanencia en la Ligue 1, hasta que fue reemplazado por Frédéric Antonetti y decidió abandonar el club.
El 23 de junio de 2021, fue confirmado como nuevo técnico del FC Swift Hesperange de Luxemburgo. Sin embargo, fue destituido el 21 de septiembre del mismo año, tras sólo 6 partidos oficiales (3 victorias, 2 empates y una derrota).
El 29 de diciembre de 2021, regresó a su país para tomar las riendas del Grenoble Foot 38 de la Ligue 2. Finalizó su etapa en dicho club en marzo de 2024.
Posteriormente en diciembre de 2024, se incorporó al Valenciennes del Championnat National, al que dirigió hasta final de temporada.

## Clubes

### Como jugador
| Club             | País    | Año       |
| ---------------- | ------- | --------- |
| AS Nancy         | Francia | 1993-2002 |
| AS Saint-Étienne | Francia | 2002-2007 |
| OGC Nice         | Francia | 2007-2009 |

### Como entrenador
| Club                | País       | Año       |
| ------------------- | ---------- | --------- |
| AS Nancy            | Francia    | 2017-2018 |
| FC Metz             | Francia    | 2019-2020 |
| FC Swift Hesperange | Luxemburgo | 2021      |
| Grenoble Foot 38    | Francia    | 2022-2024 |
| Valenciennes        | Francia    | 2024-2025 |

## Palmarés

### Títulos nacionales
| Título  | Club             | País    | Año     |
| ------- | ---------------- | ------- | ------- |
| Ligue 2 | AS Nancy         | Francia | 1997-98 |
| Ligue 2 | AS Saint-Étienne | Francia | 2003-04 |